# No Limit 2.3
A No Limit 2.3 című dal a holland 2 Unlimited 1993-ban megjelent dalának 2003-as változata.
A dal a német kislemezlista 41. helyéig jutott.

## Megjelenések
12"  Németország Terapia – TPA 0026-12
- A1	No Limit 2.3 (Master Blaster Remix) 5:25 Remix – Master Blaster
- A2	No Limit 2.3 (Marco De Jonge Club Mix) 5:38 Remix – Marco DeJonge
- B1	No Limit 2.3 (DJ Digress Hamburg Style Remix) 7:25 Remix – DJ Digress
- B2	No Limit 2.3 (Original Extended Mix) 5:40